# Enar Sahlin
Enar Vilhelm Sahlin, född 19 september 1862 i Lunds stadsförsamling, Malmöhus län, död 2 mars 1950 i Engelbrekts församling, Stockholms stad, var en svensk skolman och filosofisk och pedagogisk skriftställare. Han var son till Carl Yngve Sahlin, bror till Maurits Reinhold Sahlin samt far till Anna Bohlin och Margit Sahlin.
Sahlin blev student vid Uppsala universitet 1881, filosofie doktor och docent i teoretisk filosofi 1888, var 1890–1894 föreståndare för den teoretiska provårskursen i Uppsala, utnämndes 1892 till lektor vid Örebro högre allmänna läroverk, tjänstgjorde 1899–1907 som rektor vid högre allmänna läroverket i Falun och blev sistnämnda år lektor vid Högre realläroverket på Norrmalm i Stockholm samt var från 1911 lektor vid Högre realläroverket på Östermalm.
Sahlin var mandatperioden 1897–1899 ledamot av Andra kammaren och tog livlig del i kampen mot vad som sågs som urartningsfenomen i sedligt avseende. Som skolpolitiker tillhörde han den riktning som strävade mot en förstärkning av det humanistiska elementet inom svenskt högre skolväsen.
Sahlin redigerade 1891–1899 "Pedagogisk tidskrift" och publicerade där flera egna uppsatser. Han var också känd som framstående populärvetenskaplig föreläsare och utgav ett antal filosofiska och pedagogiska arbeten. Bland dem må nämnas Om J. G. Fichtes idealism (1888), Die Organisation des höheren Unterrichts in Schweden (i A. Baumeisters "Handbuch der Erziehungs- und Unterrichtslehre für höhere Schulen"), Flickskolereformen i Preussen (i "Verdandi", 1908), Antik och modern klassisk litteratur i våra gymnasier (n:r XIV i "Svenska Humanistiska förbundets skrifter", 1909), Jean-Jacques Rousseau (1912).
Enar Sahlin är gravsatt på Uppsala gamla kyrkogård.